# Bílý Potok (Javorník)
Bílý Potok (něm. Weißbach, pol. Biały Potok) je vesnice, která je částí města Javorník. Nachází se 2 km severozápadně od Javorníka na silnici do Bílé Vody a do Pačkova (Paczków).

## Historie
Bílý Potok se poprvé připomíná roku 1310 pod jménem Wyzbach; tehdy tu již bylo 20 lánů, kostel a zákupní fojtství. Patřil od počátku do majetku vratislavského biskupství a roku 1420 se připomíná jako součást panství Jánský Vrch, u něhož část vsi zůstala až do zrušení patrimoniální správy roku 1850. Jiná část vsi, vzniklá zřejmě ze statků fojtství, byla biskupským lenním statkem: poprvé se to roku 1527 připomínají jako leníci David Grozner a Kašpar Zedlitz. Vlastníci léna se velmi rychle střídali - ve druhé polovině 18. století to byli von Rothkirchové, von Gilgenheimové, svobodní pánové Stillfriedové, von Mannsteinové -, až roku 1797 léno přešlo do nešlechtických rukou. Posledním majitelem před rokem 1848 byl zakladatel Lázní Jeseník Vincenz Priessnitz, který Hamberk a Bílý Potok koupil od Antonína von Wyschetzkyho roku 1841.
U kostela sv. Vavřince, který ve vsi stál od jejího založení, existovala nejpozději roku 1579 i fara.
1. ledna 1976 byla dosavadní samostatná obec Bílý Potok přičleněna k městu Javorník.
Osadou Bílého Potoka je Kohout (do roku 1949 Hamberk, něm. Hahnberg) na severozápad od Bílého Potoka (jediná silnice odtud však vede přímo do Javorníka). Byl založen kolem panského dvora, respektive malého zámku. Ten byl pak sídlem vrchnosti, a proto se lennímu statku Bílý Potok často říkalo statek Hamberk.

### Vývoj počtu obyvatel
Počet obyvatel Bílého Potoka podle sčítání nebo jiných úředních záznamů:
| Rok            | 1869 | 1880 | 1890 | 1900 | 1910 | 1921 | 1930 | 1936 | 1947 | 1950 | 1961 | 1970 | 1980 | 1991 | 2001 |
| -------------- | ---- | ---- | ---- | ---- | ---- | ---- | ---- | ---- | ---- | ---- | ---- | ---- | ---- | ---- | ---- |
| Počet obyvatel | 992  | 990  | 874  | 827  | 853  | 808  | 772  | 736  | 503  | 453  | 457  | 348  | 274  | 282  | 281  |

1. ↑  z toho: 10 Čechoslováků, 743 Němců; 761 řím. kat., 9 evang., 1 čsl.
2. ↑  z toho: Bílý Potok 673, Hamberk (Kohout): 99
3. ↑  z toho: Bílý Potok 279, Kohout: 2

V Bílém Potoce je evidováno 104 adres : 98 čísel popisných (trvalé objekty) a 6 čísel evidenčních (dočasné či rekreační objekty). Při sčítání lidu roku 2001 zde bylo napočteno 98 domů, z toho 77 trvale obydlených.

## Zajímavosti
- římskokatolický farní kostel sv. Vavřince, postavený v letech 1893-1894 na místě původního chrámu ze 13. století[9]
- vila Rudolfa Rittnera (tzv. "Rittnerův zámeček") čp. 90, ve stylu arts and crafts, postavena v letech 1903-1908 (kulturní památka)
- společný hrob obětí pochodu smrti u jižní strany kostela (kulturní památka)
- dvojí Boží muka (kulturní památky)
- dvůr Kohout (Hamberk), barokní, zchátralý
- zpustlá kaple u dvora Kohout[10]

## Významné osobnosti
Herec a spisovatel Rudolf Rittner (30.  června 1869 v Bílém Potoku – 4. února 1943 v Bílém Potoku), spolupracovník Gerharta Hauptmanna
Česká spisovatelka a básnířka, Augusta Skálová (28. září 1898 Želatovice 31 – 27. května 1996 Bílý Potok) 